# Conte di Guilford
Conte di Guilford è un titolo nobiliare inglese nella Parìa di Gran Bretagna.

## Storia

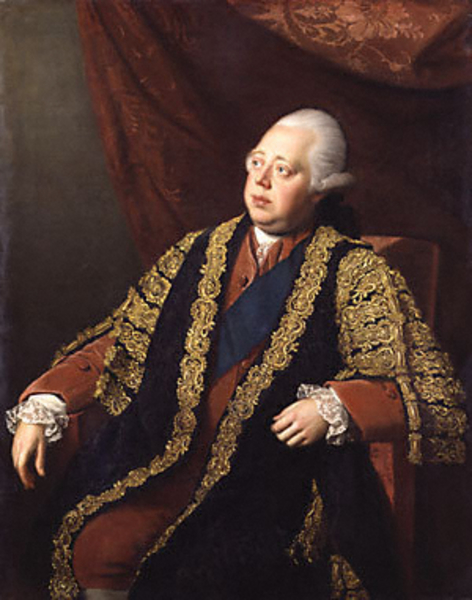
Frederick North, II conte di Guilford e primo ministro di Gran Bretagna

Il titolo di conte di Guilford venne creato per tre volte nella storia. La prima volta esso venne istituito nella Paria d'Inghilterra nel 1660 (come contessa di Guilford) per Elizabeth Boyle, figlia di William Feilding, I conte di Denbigh, e vedova di Lewis Boyle, I visconte Boyle di Kinalmeaky. Il titolo venne concesso a vita ed alla sua morte nel 1667 esso si estinse.
Il titolo venne ricreato per una seconda volta nella Parìa d'Inghilterra nel 1674 per John Maitland, I duca di Lauderdale (vedi a tal proposito la voce Conte di Lauderdale).
Malgrado le prime due creazioni, il titolo di conte di Guilford è associato però alla famiglia North, discendente da Sir Francis North, figlio secondogenito di Dudley North, IV barone North (vedi Barone North), avvocato e politico. Egli fu Chief Justice of the Common Pleas dal 1675 al 1682 e Lord Keeper of the Great Seal dal 1682 al 1685. Nel 1683 venne creato Barone Guilford, di Guilford (oggi chiamata Guildford) nella contea di Surrey, nella Paria d'Inghilterra. Venne succeduto da suo figlio, il II barone, che prestò servizio per breve tempo come President of the Board of Trade dal 1713 al 1714 e fu inoltre Lord Luogotenente di Essex. Suo figlio, il III barone, rappresentò la costituente di Banbury nella Camera dei Comuni. Nel 1734 venne succeduto da suo cugino come VII barone North e nel 1752 venne creato Conte di Guilford nella Parìa di Gran Bretagna.
Il primo conte della nuova creazione venne succeduto da suo figlio, il II conte, noto maggiormente col suo titolo di cortesia di Lord North, che utilizzò dal 1752 al 1790, e fu uno degli uomini più influenti della seconda metà del XVIII secolo. Come Primo Ministro di Gran Bretagna dal 1770 al 1782, fu una delle principali figure della Rivoluzione americana. North inoltre ebbe l'incarico di Cancelliere dello Scacchiere e di Home Secretary. Venne succeduto da suo figlio, il III conte, il quale fu parlamentare per diverse costituenti alla Camera dei Comuni. Lord Guilford non ebbe figli e pertanto alla sua morte la baronia di North passò alle sue figlie  (vedi Barone North). Nella baronia e contea di Guilford venne succeduto invece da suo fratello minore, il IV conte. Anche questi morì senza eredi e come tale venne succeduto dall'altro fratello, il V conte, il quale fu membro del parlamento per la costituente di Banbury dal 1792 al 1794 e prestò servizio come Governatore di Ceylon dal 1798 al 1805. Morì senza eredi e come tale alla sua morte i titoli passarono a suo cugino, il VI conte, che già era membro del clero inglese. Questi venne succeduto da suo nipote, il VII conte. Suo figlio, l'VIII conte, fu tenente colonnello nella Royal East Kent Yeomanry. Alla sua morte i suoi titoli passarono al nipote, il IX conte. Attualmente i titoli sono detenuti dall'unico figlio dell'ultimo conte, che gli è succeduto nel 1999.
Altri tre membri della famiglia North meritano di essere menzionati. Frederic Dudley North (1866–1921), pronipote del reverendo Charles Augustus North, fratello minore del VI conte, fu personaggio chiave della politica dell'Australia. Suo figlio Charles Frederic North (1887–1979) fu Speaker della Legislative Assembly of Western Australia dal 1947 al 1953. Jonathan North (n. 1931), figlio di John Montagu William North, figlio secondogenito del IX conte, è succeduto al nonno materno come II baronetto, di Southwell, nel 1947 (vedi Baronetto North).
Pur avendo un titolo sussidiario differente, l'erede apparente continua ad utilizzare senza alcuna base legale il titolo di Lord North come titolo di cortesia. Genericamente con il titolo di Lord North ci si riferisce a Frederick North, II conte di Guilford.
La sede di famiglia è Waldershare House, presso Dover, Kent. La città nel Surrey dalla quale derivano i titoli della famiglia è oggi pronunciata Guildford.

## Contesse di Guilford (1660)
- Elizabeth Boyle, contessa di Guilford (m. 1667)

## Conti di Guilford (1674)
- vedi Conte di Lauderdale

## Baroni Guilford (1683)
- Francis North, I barone Guilford (1637–1685)
- Francis North, II barone Guilford (1673–1729)
- Francis North, III barone Guilford (1704–1790) (creato Conte di Guilford nel 1752)

## Conti di Guilford (1752)
- Francis North, I conte di Guilford (1704–1790)
- Frederick North, II conte di Guilford (1732–1792)
- George Augustus North, III conte di Guilford (1757–1802)
- Francis North, IV conte di Guilford (1761–1817)
- Frederick North, V conte di Guilford (1766–1827)
- Francis North, VI conte di Guilford (1772–1861)
  - Dudley North, Lord North (1829–1860)
- Dudley Francis North, VII conte di Guilford (1851–1885)
  - Dudley Francis North, Lord North (1875–1875)
- Frederick George North, VIII conte di Guilford (1876–1949)
  - Francis George North, Lord North (1902–1940)
- Edward Francis North, IX conte di Guilford (1933–1999)
- Piers Edward Brownlow North, X conte di Guilford (n. 1971)

L'erede apparente è il figlio dell'attuale detentore del titolo Frederick North, Lord North (n. 2002)